# Trachyrhamphus longirostris
Trachyrhamphus longirostris es una especie de pez de la familia Syngnathidae en el orden de los Syngnathiformes.

## Morfología
Los machos pueden alcanzar 40 cm de longitud total.

## Reproducción
Es ovovivíparo y el macho transporta los huevos en una bolsa ventral, la cual se encuentra debajo de la cola.

## Hábitat
Es un pez de mar y de clima tropical  que vive entre 16-91m de profundidad.

## Distribución geográfica
Se encuentra desde el Mar Rojo y el oeste del Índico hasta el Japón y el este de Australia.